# Setodes incertus
Setodes incertus är en nattsländeart som först beskrevs av Walker 1852.  Setodes incertus ingår i släktet Setodes och familjen långhornssländor. Inga underarter finns listade i Catalogue of Life.